# Прва егејска ударна бригада
Прва егејска ударна бригада је била јединица НОВЈ која се борила на територији Вардарске и Егејске Македоније, односно Југославије и Грчке.
Егејска ударна бригада је формирана 18. новембра 1944. године у битољском селу Драгош од Првог костурског, Првог воденског батаљона и Првог леринског партизанског одреда. Касније је у њен састав ушао и батаљон припадника македонских емиграната из Бугарске. У време формирања је имала око 2000 бораца, распоређених у четири батаљона. Састојала се углавном од егејских Македонаца из области Лерина, Костура и Водена. Приликом формирања у њен састав је укључена цела Леринско-костурска бригада.
За време народноослободилачке борбе женама је по први пут било допуштено да играју водећу борбену улогу у македонским партизанским јединицама.
До марта 1945. учествовала је у чишћењу територије од заосталих квислиншких снага у рејону Кичева, Гостивара, Шар планине и Тетова. Расформирана је 15. маја 1945. године.